# Rossignol calliope
Calliope calliope
Espèce
Statut de conservation UICN

 LC  : Préoccupation mineure
Le Rossignol calliope (Calliope calliope, anciennement Luscinia calliope), appelé aussi Calliope sibérienne, est une espèce de passereaux migrateurs de la famille des Muscicapidae.

## Description
Le rossignol calliope mesure 15 cm.

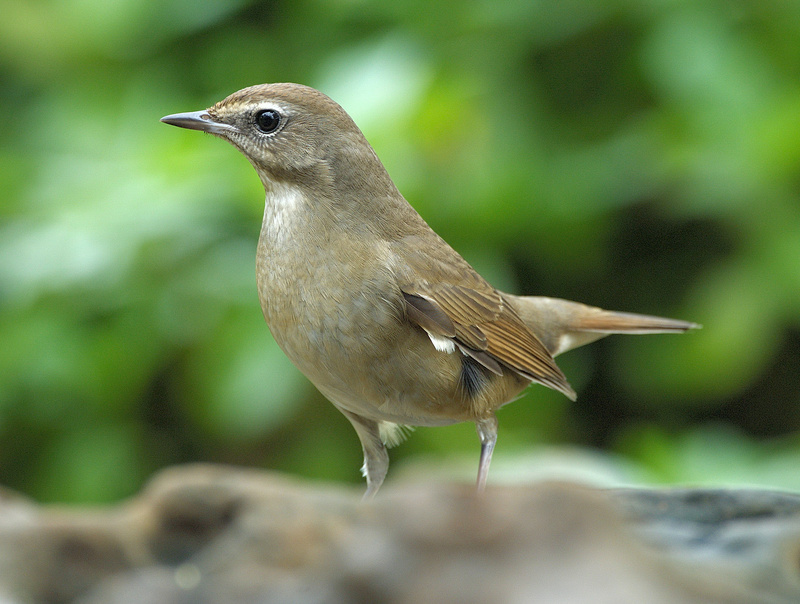
Rossignol calliope femelle

Sa silhouette ressemble à celle d'un rouge-gorge mais son plumage est très différent. 
Sa queue est souvent dressée au-dessus du dos tout en laissant pendre les ailes.
Il y a un dimorphisme sexuel très visible : la calliope sibérienne femelle a la gorge blanchâtre ; le mâle a quant à lui la gorge rouge rubis.

Cet oiseau passe sa vie au sol, sautillant avec vivacité et courant par moments.

Parc national de Doi Pha Hom Pok, Thaïlande
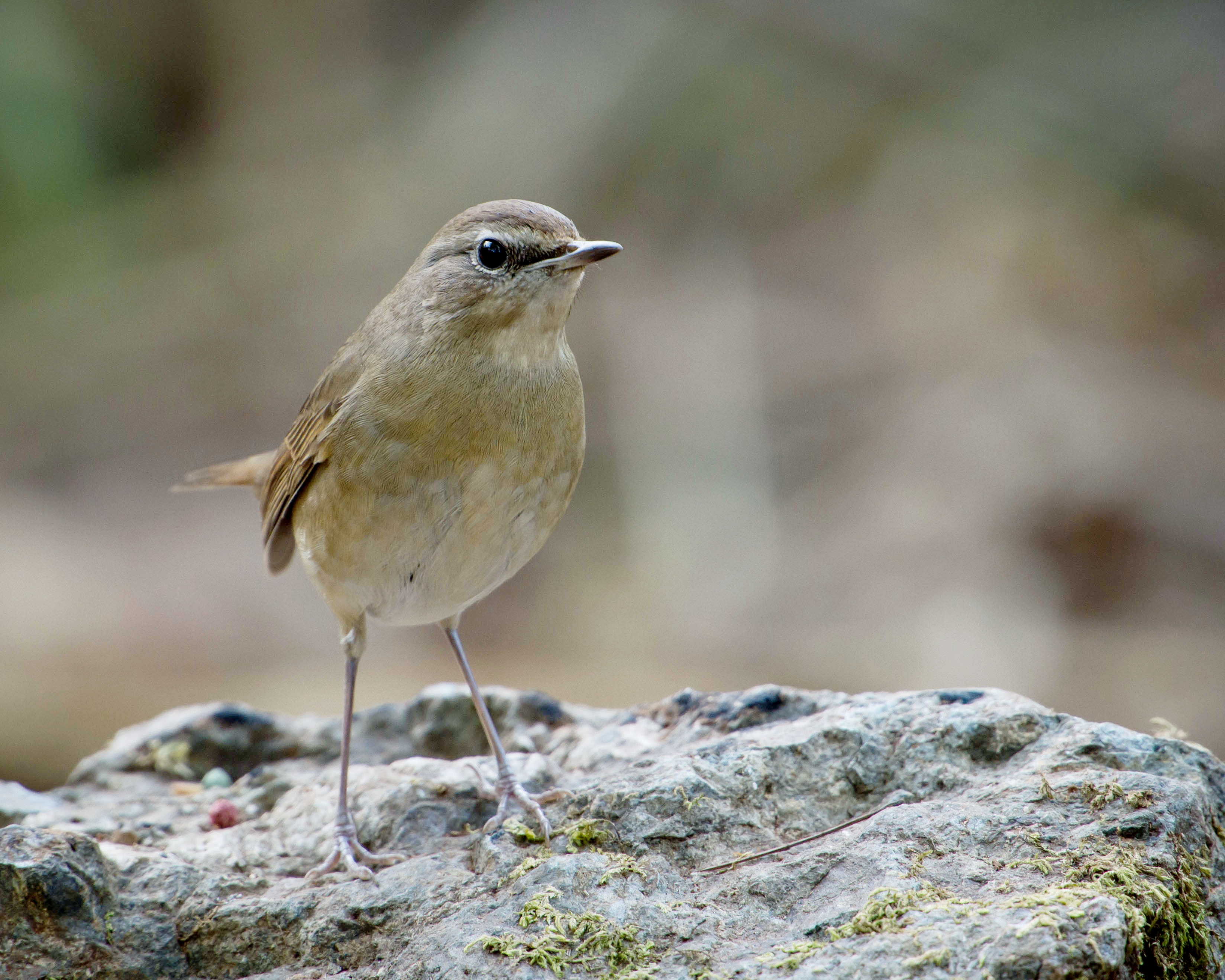
Femelle
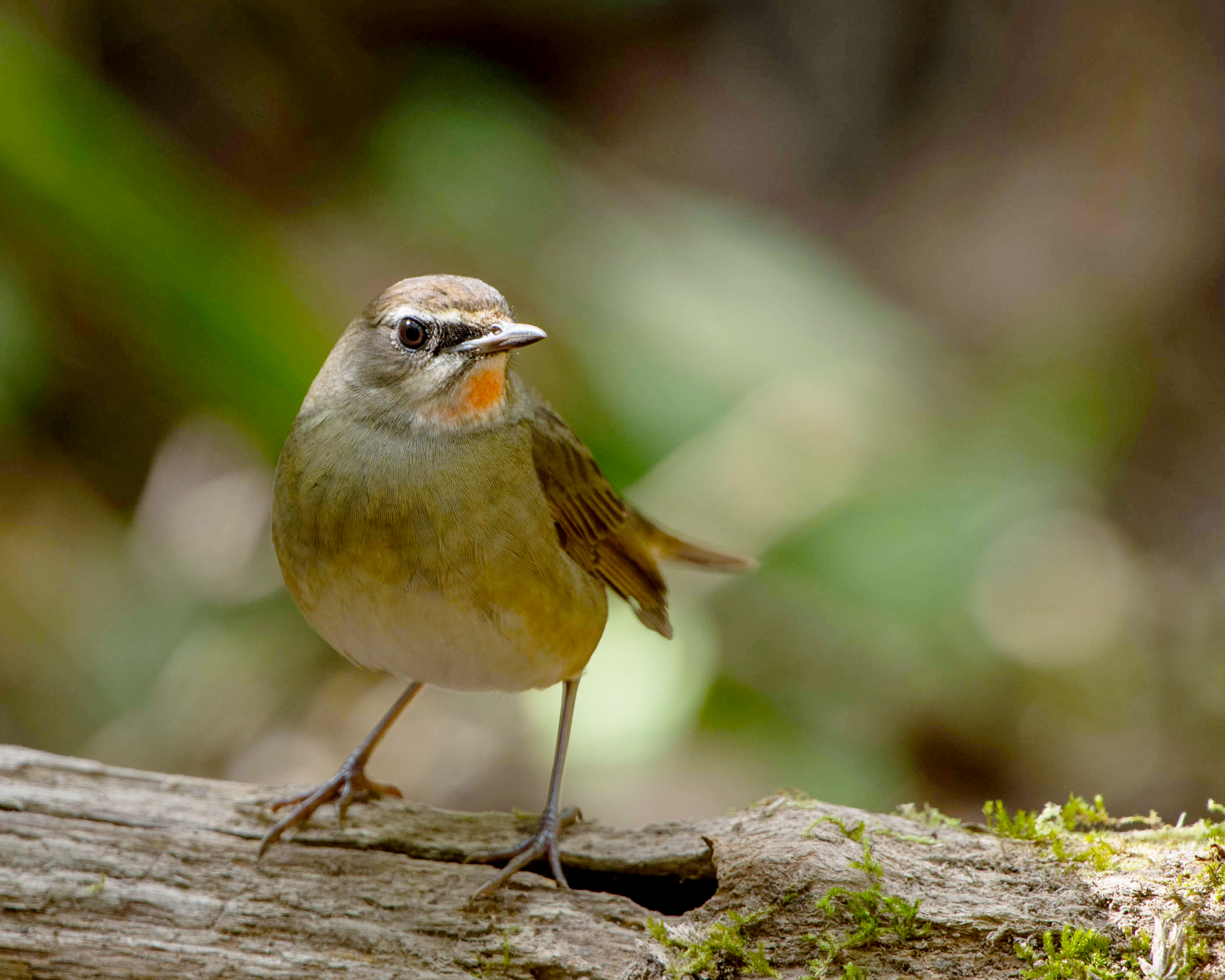
Mâle

Son régime alimentaire est constitué de graines et d'insectes.

## Nidification
Cet oiseau niche dans les forêts denses de conifères. Son nid est une structure partiellement couverte de fibres et de tiges végétales posée sur le sol.

## Répartition et habitat

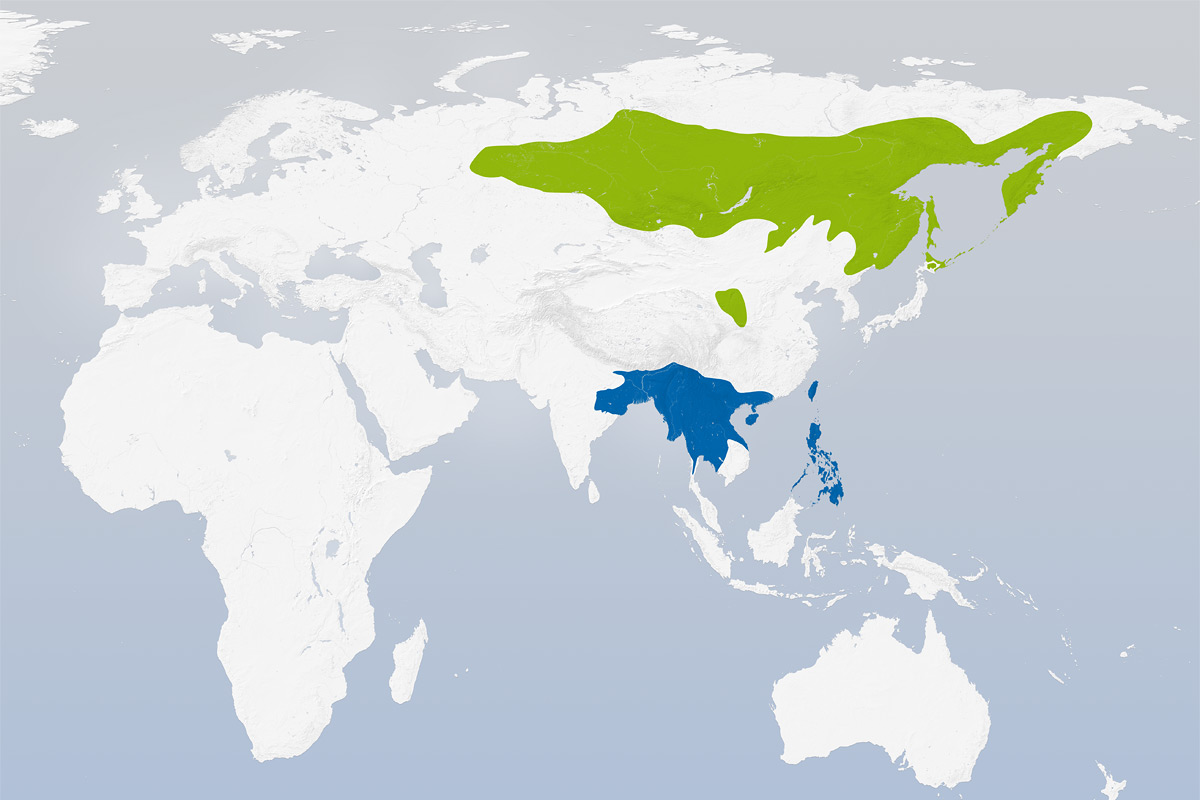
Carte de répartition de l'espèce.
En bleu, son habitat d'hivernage ; en vert, son habitat de reproduction

Le Rossignol calliope se trouve principalement au nord de l'Asie du Sud-Est et en Inde, pendant l'hiver. En été, il migre vers le nord de l'Asie de l'Est et en Sibérie.
Il vit autour des buissons, dans le sous-bois dense, les hautes herbes et les roseaux, souvent près de l'eau.

## Taxonomie
S'appuyant sur diverses études phylogéniques, le Congrès ornithologique international (classification version 4.1, 2014) déplace cette espèce, alors placée dans le genre Luscinia, dans le genre Calliope.